# Lennart Magnusson
Lennart Magnusson, född 1 januari 1924 i Stockholm, död 2 september 2011 i Sundsvall, var en svensk fäktare.
Han blev olympisk silvermedaljör i Helsingfors 1952. Han blev Svensk Mästare individuellt i värja 1956 och deltog också i OS i Melbourne samma år.